# Gacsály
Gacsály község Szabolcs-Szatmár-Bereg vármegyében, a Fehérgyarmati járásban.

## Fekvése
Szabolcs-Szatmár-Bereg vármegye délkeleti részében, a Szatmári-síkságon, a Szamos és Túr folyók között fekszik.
A szomszédos települések: észak felől Túrricse, északkelet felől Tisztaberek, kelet felől Rozsály, dél felől Csengersima, délnyugat felől Császló, északnyugat felől pedig Kisnamény (az említettek közül a két legközelebbi szomszédja Rozsály és Császló, mindkettőtől jó 2-2 kilométernyi távolságban fekszik). Délkelet felől a legközelebbi község az alig 5 kilométerre eső Zajta, de a két település közigazgatási területei nem érintkeznek egymással. Kevés híja van annak is, hogy a község határszéle nem érintkezik az országhatárral, nyugat felől pedig Jánkmajtis határával is. A környék távolabbi települései közül Szamosbecs 12, Szatmárcseke pedig 25 kilométer távolságra található.

### Megközelítése
A települést több alsóbbrendű mellékút is érinti, ezek közül a falu főutcájaként a 4141-es út húzódik, amely Jánkmajtissal biztosít összeköttetést. Csegölddel a 4128-as út, Rozsállyal és Nagyhódossal a 4143-as út köti össze, a 4146-os út pedig a község déli elkerülőjeként szolgál.
Az ország távolabbi részei felől talán a legegyszerűbben Mátészalkán keresztül közelíthető meg, ahonnan Csengersimáig érdemes elmenni a 49-es főúton, majd onnan Csegöldig a 4127-es, utána pedig a 4128-as úton lehet eljutni a településre.
A hazai vasútvonalak közül a települést a Nyíregyháza–Mátészalka–Zajta-vasútvonal érinti, amelynek egy megállási pontja van itt, Gacsály megállóhely. Utóbbi a község belterületének délnyugati peremén helyezkedik el, közúti elérését a 4128-as útból kiágazó 41 334-es számú mellékút biztosítja.

## Története
A település és környéke már a bronzkorban is lakott volt, mivel határában bronzkori leletek is kerültek felszínre. Nevét írásos alakban 1263-ban találjuk először az oklevelekben. Német eredetű személynévből származik - Gottschall - jelentése: "Isten szolgája".
A 14. század elején már egyházát is említik. 1332-ben nevét Gachal-nak írták. A település egykor a Gutkeled nemzetség-beli Gacsályi családé volt. A 15. században a Kusalyi Jakcs és a Csáky családé. 1421-ben Csáky György, a székelyek ispánja kapott benne birtokot. 1427-ben Kusalyi Jakcs Mihály-tól Gacsályi Tamás-nak ítélik oda. 1459-ben a Bornemisza családbelieket iktatták be egyes részeibe, 1476-ban pedig a szántai Becsky család-ot. 1504-ben a Rozsályi Kún János kap benne részt, 1569-ben pedig Messel András és Salgay Bálint. A 17. században a Bárczay, Leövey, Maróthy család, Gacsályi, Kökényesdy és más családoké. 1717-ben a török-tatár háború alatt annyira elpusztult, hogy csak 5-6 ép ház maradt benne. Hamarosan azonban újratelepült, s az 1700-as évek végére újra jelentős község. Az 1700-as években a Madarassy, Szilágyi, Papp, Egry, Leövey, Sepsy, Lipcsey, Osváth, Ujhelyi, Székely, Bölöni Nagy, és a Maróthy családoknak van benne tulajdona. A 19. században az előbbi családokon kívül a Ráthonyi-családnak is van itt birtoka.
A 20. század elején Maróthy Sándor és Madarassy Sándor a település tulajdonosa.

## Közélete

### Polgármesterei
| Polgármester | Polgármester    | Polgármester |
| ------------ | --------------- | ------------ |
| 1990–1994    | Petra András    | független    |
| 1994–1998    | Petra András    | független    |
| 1998–2002    | Petra András    | független    |
| 2002–2006    | Petra András    | független    |
| 2006–2010    | Petra András    | független    |
| 2010–2014    | Petra András    | független    |
| 2014–2019    | Petra András    | független    |
| 2019–2024    | Kecskés Szilvia | független    |
| 2024–        | Kecskés Szilvia | független    |

## Népesség
A település népességének változása:
| Lakosok száma | 898  | 937  | 918  | 983  | 827  | 831  | 827  |
|               | 2013 | 2014 | 2015 | 2021 | 2022 | 2023 | 2024 |

2001-ben a település lakosságának 93%-a magyar, 7%-a cigány nemzetiségűnek vallotta magát.
A 2011-es népszámlálás során a lakosok 74,8%-a magyarnak, 17,6% cigánynak, 0,3% románnak, 0,5% ukránnak mondta magát (25,2% nem nyilatkozott; a kettős identitások miatt a végösszeg nagyobb lehet 100%-nál). A vallási megoszlás a következő volt: római katolikus 5,4%, református 55%, görögkatolikus 9,1%, felekezeten kívüli 2,4% (26,2% nem válaszolt).
2022-ben a lakosság 70,1%-a vallotta magát magyarnak, 4,8% cigánynak, 1,2% románnak, 0,2% németnek, 0,2% bolgárnak, 0,1% ukránnak, 0,6% egyéb, nem hazai nemzetiségűnek (29,9% nem nyilatkozott; a kettős identitások miatt a végösszeg nagyobb lehet 100%-nál). Vallásuk szerint 5,2% volt római katolikus, 46,2% református, 7,6% görög katolikus, 1,1% egyéb keresztény, 2,7% felekezeten kívüli (37,2% nem válaszolt).

## Nevezetességei
Református temploma 1717-ben elpusztult, 1759-ben építették újjá, felhasználva a romos épület egyes részeit.